# Richard Mead

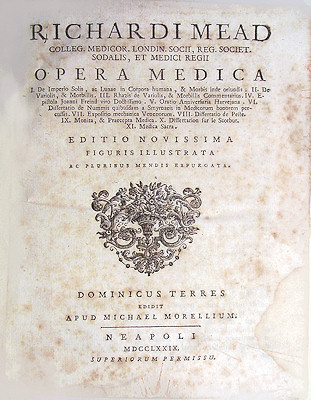
Richard Mead: Opera Medica, kompletní dílo

Richard Mead (11. srpna 1673 – 16. února 1754) byl anglický lékař a epidemiolog. Jeho práce A Short Discourse concerning Pestilential Contagion, and the Method to be used to prevent it (1720) měla historický význam v chápání přenosných chorob. Věnoval se například šíření moru a svrabu.

## Život a dílo
Narodil se 11. srpna 1673 jako jedenácté dítě ministra Matthewa Meada (1630-1699). Studoval tři roky v Utrechtu u Johanna Georga Graeviuse, poté se rozhodl věnovat se lékařské profesi. V roce 1695 absolvoval filozofii a fyziku na univerzitě v Padově a v roce 1696 se vrátil do Londýna, kde prováděl úspěšnou praxi.

## Dílo
Patřil mezi průkopníky v pátrání po kosmických vlivech v medicíně, a svou konkrétní vizi v tomto směru vyslovil ve svém díle O nadvládě Slunce a Měsíce nad lidskými těly, a o nemocích z toho pocházejících (1704). Tento názor v širším smyslu se setkal o století později s kritikou objevu anglického královského astronoma Williama Herschela, který v roce 1801 našel překvapivou souvislost mezi počtem slunečních skvrn a cenami pšenice v Anglii.
Kromě Mechanical Account of Poisons (2. vydání 1708), Mead publikoval:
- a treatise De Imperio Solis ac Lunae in Corpora humana, & Morbis inde oriundis (On the Influence of the Sun and Moon upon Human Bodies and the Diseases Arising Therefrom) (1704)
- A Short Discourse concerning Pestilential Contagion, and the Method to be used to prevent it (1720)
- De variolis et morbillis dissertatio (1747)
- Medica sacra, sive de morbis insignioribus qui in bibliis memorantur commentarius (1748)
- On the Scurvy (1749)
- Monita et praecepta medica . Grund & Holle, Hamburgi 1752 Digital edition by the University and State Library Düsseldorf
- Life of Mead by Dr Matthew Maty appeared in 1755.
- Pharmacopoeia [Pharmacopoea] Meadiana : faithfully gathered from original Prescriptions, containing the most elegant Methods of Cure in Diseases ; to which are annexed useful Observations upon each Prescription ; the whole digested under proper Heads . Hinton, London 1756 Digital edition by the University and State Library Düsseldorf